# Sorman
Pour les articles homonymes, voir Sorman (homonymie).
Sorman ou Surman (arabe : صرمان) est une ville libyenne située dans le nord-ouest du pays, à proximité de la côte méditerranéenne, à environ 70 kilomètres à l'ouest de Tripoli, sur la route qui va de la frontière tunisienne à la capitale. Avec 100,000 habitants d'après le recensement de 2023, c'est la troisième plus grande ville de la région de la côte ouest (à l'ouest de Tripoli).